# Scelolyperus torquatus
Scelolyperus torquatus es una especie de insecto coleóptero de la familia Chrysomelidae.
Fue descrita científicamente en 1884 por Leconte.